# Holomitrium vaginatum
Holomitrium vaginatum är en bladmossart som beskrevs av Bridel 1826. Holomitrium vaginatum ingår i släktet Holomitrium och familjen Dicranaceae. Inga underarter finns listade i Catalogue of Life.